# RUKA
RUKA（ルカ／瑠樺、1979年6月9日 - ）は、日本のドラマー、作曲家。東京都生まれ、宮城県仙台市出身、血液型はO型。ヴィジュアル系バンドナイトメアと自身のソロプロジェクト「The LEGENDARY SIX NINE」のドラマー。
The LEGENDARY SIX NINEについてもこの項で説明する。

## 人物
当初はベースに興味を示していたが、中学1年生の頃に当時勤しんでいたアイスホッケーの先輩からギターを5000円で譲り受け、4-6弦を使いベースの様に弾いていたが、後にエレクトリックベースも購入。こうして音楽に触れ、BOØWY、THE BLUE HEARTS、LUNA SEAのJなどを好み、コピーをこなしたという。中学3年生で人生初のバンドを組む際、ベーシストが本人を含め2名集まったことから、ジャンケンで負けてしまった為にドラムを担当する事を余儀なくされた。
高校中退後、友人のバンドをドラマーとして手伝ったことでドラマーとして本格的に始動。その後はサポートメンバーやジュイと共にバンド、Luinspearで活動していたこともある。その後、後輩バンドであるナイトメアに加入、現在に至る。
表に出る時はあまり喋らないが裏では一番喋るため、ライブでRUKAが喋ったり笑ったりすると歓声が上がる。

## The LEGENDARY SIX NINE
The LEGENDARY SIX NINEはナイトメア10周年である2010年に始動したRUKAのソロ・プロジェクト。ユニット名は自身の誕生日から。略称はLSN。
音楽専科社 『ARENA37℃』 2010年3月号でのインタビューに対し、「ナイトメアとは違うことをやりたくて、毎回違うヴォーカルとやるユニットを始めました。俺的には、バンドを2つやるのはナシなんです。毎回、企画ものをやる方が、色んなことができるかなと思って」と述べている。

### 来歴

#### 第一弾
2010年の第一弾では、自身がファンであるHAKUEI、ラッパーTWIGYをツインヴォーカルとして迎え、3月25日に「Cruel」をリリース。2人は作詞にも参加。RUKAは普段は共演しない他ジャンルのミュージシャンとの活動を通して「音楽のジャンルの壁が無くなればいい。」とコメントをしている。またナイトメアのマニピュレーターとして親交のあるギタリスト・Shinobuが初期段階のアレンジから参加している。
同月のライヴイベント「BEAT SHUFFLE LIVE SIDE 2010 Spring」3公演（19日名古屋E.L.L.、21日大阪BIG CAT、26日 渋谷AX）に出演。メンバーはVo. HAKUEI、 MC. TWIGY、Gt. Shinobu、Gt. TAKAYAMA、Ba. Ni〜ya（ナイトメア）、Ds. RUKA。その際にシングル曲3曲とともに披露された「DEATH DISCO」は未音源化。

#### 第二弾
2013年の第二弾では「さわやかな声のヴィジュアル系」をコンセプトにヴォーカルに揺紗 (THE KIDDIE)、ギターに圭・Shinobu（兼作曲/編曲/ディレクター、第一弾からの居残り参加）、ベースにSugiya（Moi dix Mois、ZIZ）を迎え、10月16日にミニアルバム『BELIAL』をリリース。同月19日に渋谷AXにて開催されたライヴイベント「little Hearts. 5th Anniversary My lttle HEARTS Extra Edition Vol.1」に出演し、1度きりのライヴを披露した。

### The LEGENDARY SIX NINEの作品
- 「Cruel」 (2010年3月24日、シングル) 初回限定盤(CD+DVD)・通常盤(CD)の2形態。
  1. Cruel (作詞：The LEGENDARY SIX NINE、作曲：RUKA) – 5:00
  2. 砂ノ街 (作詞：RUKA・TWIGY、作曲：RUKA) – 5:02
  3. ？？？ (作詞：RUKA・HAKUEI、作曲：RUKA) – 3:37
通常盤のみに収録。ナイトメアの曲のカバー。歌詞が一部変更されている。

  - Cruel (PV)
初回限定盤付属のDVDに収録。
- 『BELIAL』 (2013年10月16日、ミニアルバム) 初回限定盤(CD+DVD)・通常盤(CD)の2形態。
  1. BELIAL (作曲：Shinobu) – 1:56
  2. six nine (作詞：RUKA&揺紗、作曲：RUKA) – 4:05
  3. N.I.S.D -the name is strange desire- (作詞：RUKA&揺紗、作曲：RUKA) – 4:27
  4. 怪 (作詞：RUKA&揺紗、作曲：RUKA) – 3:47
  5. smile killer :) (作詞・作曲：RUKA) – 4:0
  6. memento (作詞・作曲：RUKA) – 4:42
  7. A.R. (作詞・作曲：志倉千代丸) – 4:32
いとうかなこの楽曲のカバー。通常盤のみに収録。

  - six nine (PV)
    - 初回限定盤付属のDVDに収録。
- 『SPLIT EP』（2015年8月5日、シングル）Type REUNION・Type BELIALの2形態。
  1. ALPHA
  2. PARTY
  3. memento
Type REUNIONに収録。
  4. Fly
BiSの楽曲のカバー。Type BELIALに収録。